# 天轴

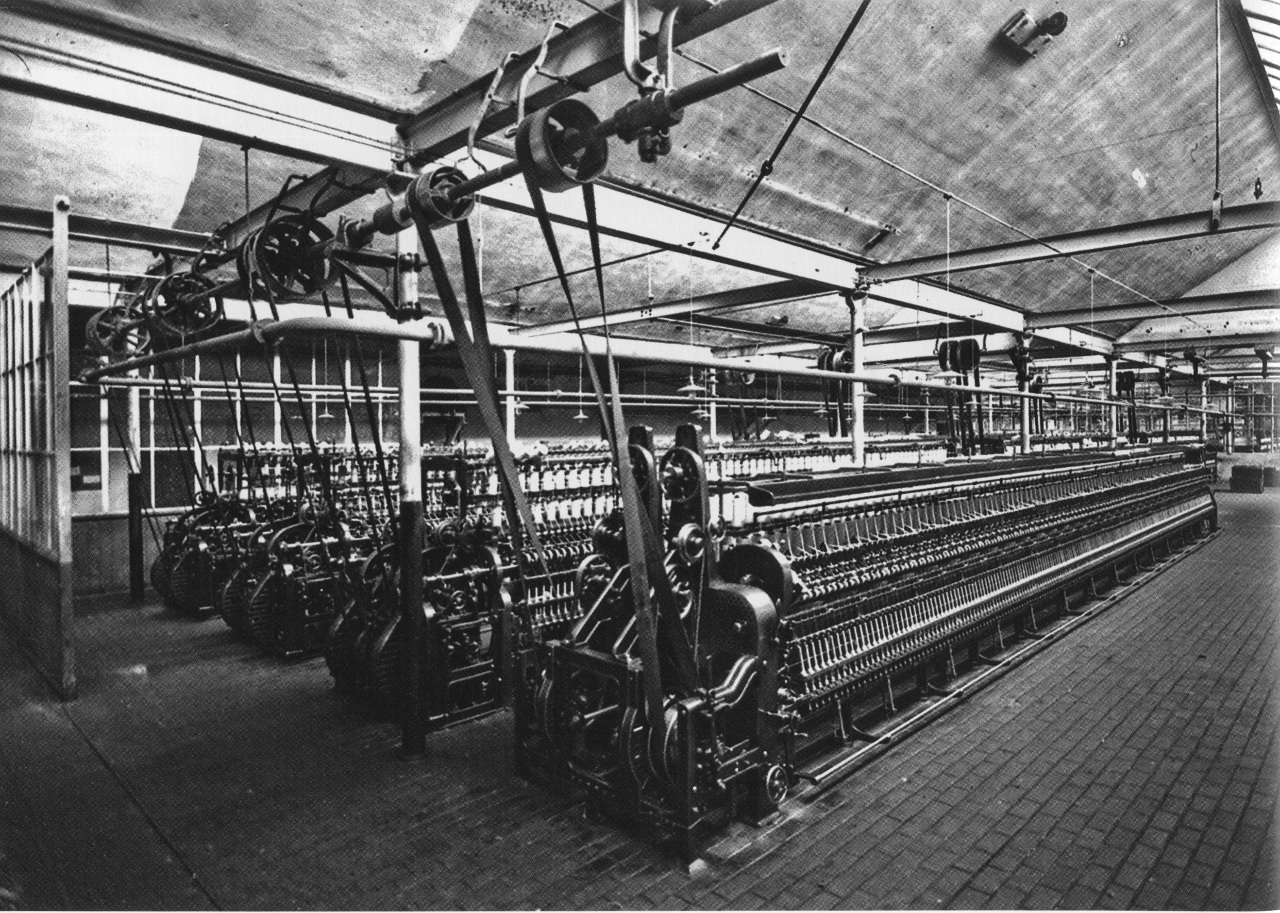
由天轴皮带驱动的四台毛纺机械(莱比锡，德国，circa 1925)

天轴是一种在工业革命至20世纪早期被广泛应用的动力传输装置。在电动机广泛应用之前，天轴被用来将动力中心产生的动力传输到各个车间、并分配到每一台机器上。动力中心的动力可以来源于水车、涡轮机、风车、牲畜或蒸汽机等。天轴上的动力一般通过皮带、皮带轮或者齿轮传输到机器上。

## 使用

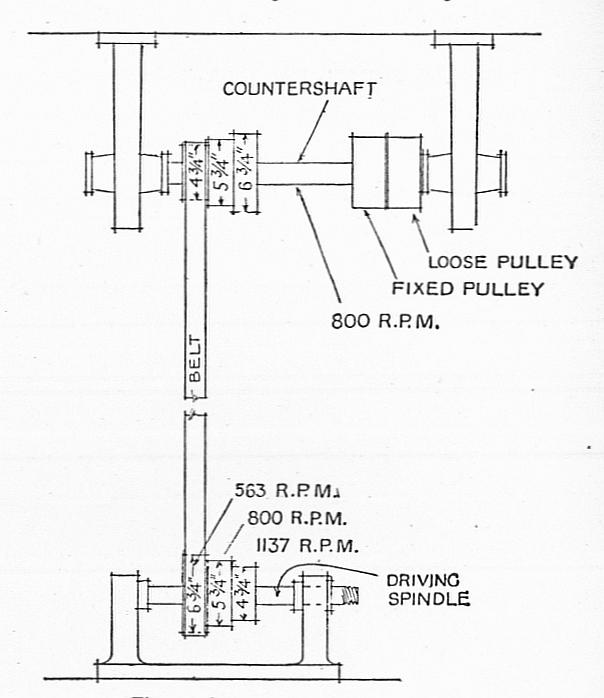
为一台车床提供三级可变转速的塔轮机构。天轴由动力源驱动恒速转动，两个相互接触的传动轮可以分开，以便停机调整速度。通过选择皮带在塔轮上的位置，该机构可以为车床提供三种不同转速。

天轴一般悬挂于屋顶之下，并延伸到整个建筑。天轴首先通过皮带轮从母轴上获得动力，再通过其他皮带轮或者一组相邻的天轴将动力分配到各个机器。当车间中机器的种类单一时，天轴的布置较为规则而重复性强。但在如机械厂、毛纺厂等需要为多种不同机器提供多种不同方向和转速的动力的工厂中，天轴系统看起来就像由许多不相关的传动轴和塔轮组成。
天轴一般是水平、高于头顶的，但也有竖直甚至埋于地下的天轴系统。天轴通常由较硬的钢材分段制成，组装时再使用法兰连接在一起；通过装有轴承的吊杆悬挂起来。吊杆之间的距离取决于轴的重量和皮带轮的数量。天轴应保持笔直，否则过大的应力会使轴承过热，甚至断轴。天轴系统一般使用滑动轴承，必须有专人负责维护，以保证正常运行。

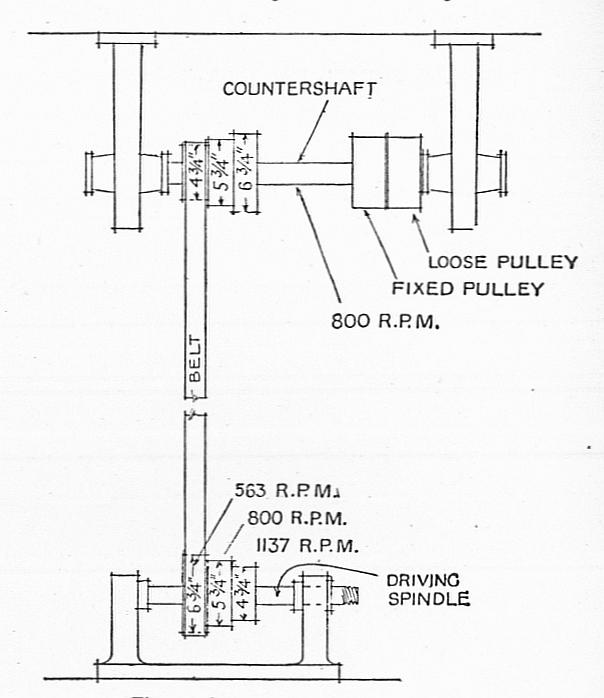
为一台车床提供三级可变转速的塔轮机构。天轴由动力源驱动恒速转动，两个相互接触的传动轮可以分开，以便停机调整速度。通过选择皮带在塔轮上的位置，该机构可以为车床提供三种不同转速。